# Bástyakert

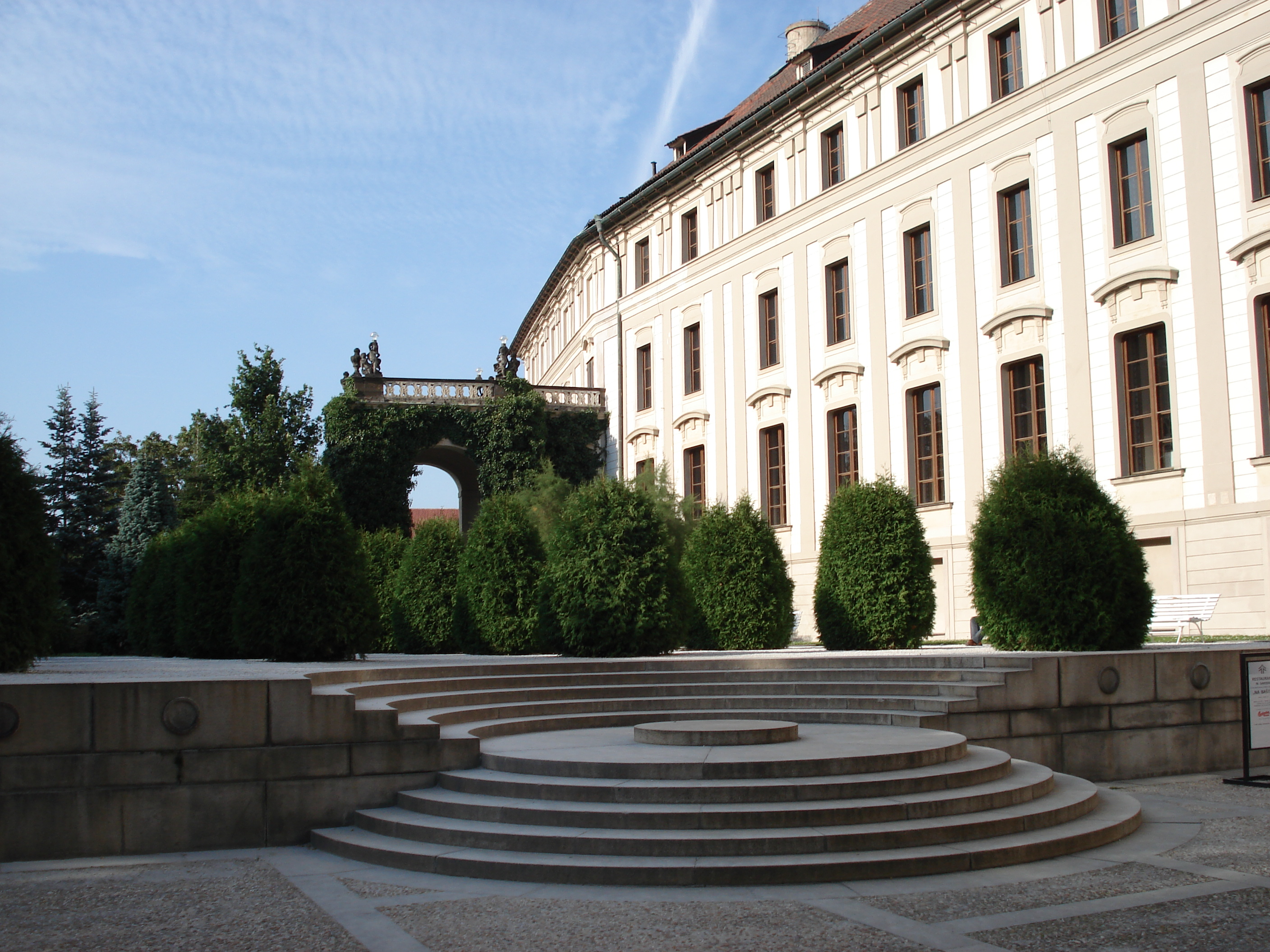

A Bástyakertet a prágai várat csaknem körben övező parkok, az ún. kertek sorának nyugati szélén, a Szarvas-árok
jobb partján alakították ki az új királyi palota tövében. Nevét onnan kapta, hogy helyén a középkorban még a vár egyik bástyája volt. A bástya elbontásával alakult ki a parkosítható terület, amiért ezt időnként a vár „negyedik udvarának” is nevezik. 

## Helyzete
Tőle délre van a vár első udvara, amitől az új királyi palota nyugati szárnya, a tőle keletre lévő második udvartól e palota főépületének északi traktusa választja el. Nyugatra tőle a Hradzsin tér északkeleti sarka van; ettől az érseki palota választja el (a palota homlokzata a tér felé fordul). Északról a Szarvas-árok határolja; azon túl az egykori Lumbe-kert terül el (most a Királyi kertek része). Megközelíthető a két palota között vagy a Lőpor hídtól a vár északi falának tövében vezető gyalogúton.

## Története
Tomáš Garrigue Masaryk államelnök megbízására Jože Plečnik, a vár akkori főépítésze tervezte az 1920-as években olasz és japán minták alapján.

## Látogatható
A vár körüli kerteket bemutató, vezetett túrának nem része.
Április 1. – október 31. között viszonylag sokáig megtekinthető, májusban és szeptemberben rövidebb ideig. A téli félévben és „rossz idő esetén” a vár körüli kertek nem látogathatók.